# Радзивилл, Альбрехт Владислав
Князь Альбрехт Владислав Радзивилл (16 июня 1589, Несвиж — 20 июля 1636, Чернавчицы) — государственный и военный деятель Великого княжества Литовского, меценат. Стольник великий литовский (1620—1622), кравчий великий литовский (1622—1626), каштелян трокский (1626—1633) и виленский (1633—1636), граф Шидловецкий (1616—1636) и 3-й ординат Несвижский (1625—1636).

## Биография
Представитель несвижской линии крупнейшего литовского магнатского рода Радзивиллов герба «Трубы». Второй сын воеводы трокского и виленского князя Николая Кшиштофа Радзивилла «Сиротки» (1549—1616) от брака с Эльжбетой Ефимией Вишневецкой (1569—1596). Братья — каштелян трокский Ян Ежи Радзивилл, воевода новогрудский Жигмонт Кароль Радзивилл и воевода полоцкий Александр Людвик Радзивилл.
Один из богатейших магнатов Великого княжества Литовского. После смерти своего отца Николая Кшиштофа Радзивилла «Сиротки» получил во владение Шидловец в Польше, Чернавчицы в Берестейском воеводстве, Кореличи и Лахву в Новогрудском воеводстве. В 1622 году купил Блювеничи в Берестейском воеводстве. Благодаря женитьбе на Анне Софии Зенович (1628), приобрел Глубовое, Сморгонь, Порплище и Поставы в Ошмянском повете, Белицу в Оршанском повете, Воронь в Полоцком воеводстве, Прусовичи в Минском воеводстве. После смерти своего старшего бездетного брата Яна Ежи Радзивилла в 1625 году унаследовал Несвижскую ординацию, также ему принадлежали рыское (1614—1620), русское и шарашовское староства.
Учился в иезуитских коллегиумах в Несвиже, Бранево (1599—1601) и Аугсбурге (1604—1606), затем в 1606—1607 годах путешествовал по Италии.
С 1609 года Альбрехт Владислав Радзивилл во главе собственных отделов участвовал в войне со Швецией (1600—1629). Во время русско-польской войны (1609—1618) принимал участие в осаде Псково-Печерского монастыря (1611) и походах на Москву (1611—1612).
В 1613 и 1615 годах избирался послом на сеймы. При поддержке своего тестя, канцлера великого литовского Льва Сапеги, в 1620 году получил должность стольника великого литовского, в 1622 году стал кравчим великим литовским. В 1626 году Альбрехт Владислав Радзивилл получил чин каштеляна трокского. В 1632 году участвовал в избрании на польский королевский престол Владислава IV Вазы, который в 1633 году назначил его каштеляном виленским.
В марте 1616 года Альбрехт Владислав Радзивилл получил во владение Шидловец, от которого в его пользу отказался старший брат, каштелян трокский Ян Ежи Радзивилл. Построил замок в Шидловце, занимался расширением портретной галереи в Несвиже.

## Семья
Был дважды женат. В 1618 году первым браком женился на Анне Сапеге (1603—1627), дочери канцлера великого литовского Льва Ивановича Сапеги (1557—1633) от второго брака с Гальшей (Эльжбетой) Радзивилл (1586—1611). Первый брак был бездетным.
В 1628 году вторично женился на Анне Софии Зенович (ум. 1664), дочери каштеляна полоцкого Николая Богуслава Зеновича (ум. 1621) и Анны Ходкевич (ум. 1620), от брака с которой имел сына и трёх дочерей:
- Николай Франтишек
- Катажина
- Эльжбета Анастасия
- Констанция София

С 1637 года Анна София Зенович владела городом Поставы.